# San Agustín Zaragoza
San Agustín Zaragoza är en ort i Mexiko.   Den ligger i kommunen Huautla de Jiménez och delstaten Oaxaca, i den sydöstra delen av landet, 290 km sydost om huvudstaden Mexico City. San Agustín Zaragoza ligger 1 669 meter över havet och antalet invånare är 268.
Terrängen runt San Agustín Zaragoza är bergig åt sydost, men åt nordväst är den kuperad. Runt San Agustín Zaragoza är det ganska glesbefolkat, med 36 invånare per kvadratkilometer. Närmaste större samhälle är Huautla de Jiménez, 4,5 km väster om San Agustín Zaragoza. I omgivningarna runt San Agustín Zaragoza växer i huvudsak städsegrön lövskog.